# ريوسوكي ياماناكا
ريوسوكي ياماناكا (باليابانية: 山中 亮輔) (مواليد 20 أبريل 1993)، هو لاعب كرة قدم ياباني سابق كان يلعب كمدافع.

## وصلات خارجية
- ريوسوكي ياماناكا على موقع الاتحاد الدولي (مؤرشف)  (الإنجليزية)
- ريوسوكي ياماناكا على موقع رابطة كرة القدم اليابانية للمحترفين (اليابانية)
- ريوسوكي ياماناكا على موقع إي إس بي إن إف سي (الإنجليزية)
- ريوسوكي ياماناكا على موقع قاعدة بيانات كرة القدم.إي يو (الإنجليزية)
- ريوسوكي ياماناكا على موقع ناشيونال فوتبول تيمز (الإنجليزية)
- ريوسوكي ياماناكا على موقع Soccerbase.com (لاعب) (الإنجليزية)
- ريوسوكي ياماناكا على موقع Soccerway.com (الإنجليزية)
- ريوسوكي ياماناكا على موقع عالم كرة القدم.نت (الإنجليزية)
- ريوسوكي ياماناكا على موقع كووورة